# The Brave Hunter
The Brave Hunter é um filme em curta-metragem dos Estados Unidos do gênero comédia, realizado em 1912. O filme mudo foi dirigido por Mack Sennett. A produção foi filmada na Califórnia, Estados Unidos.